# Arma (forze armate)
Nelle forze armate, con arma si intende una parte in cui queste sono suddivise, in relazione ai compiti e alle caratteristiche d'impiego.
È normalmente divisa in specialità, e nell'ambito di una singola forza armata si riferisce invece ad una parte specializzata in particolari impieghi. In alcuni casi può indicare anche una forza armata.

## Reparti delle forze armate
| Tipo                  | Ruolo                                            | Esempi |
| --------------------- | ------------------------------------------------ | --- |
| Aerospazio            | Guerra aerea e spaziale                          | Armée de l'Air et de l'Espace Vozdušno-kosmičeskie sily Forza aerospaziale del Corpo delle guardie della rivoluzione islamica                                                                                  |
| Aviotrasporto         | Operazioni di paracadutismo                      | Vozdušno-desantnye vojska Forze d'assalto aereo kazake Forze d'assalto aereo ucraine |
| Contraerea            | Difesa antiaerea e anti-missili                  | Forza di difesa aerea egiziana Vojska protivovozdušnoj oborony SSSR Forza di difesa area della Repubblica islamica dell'Iran Regia forza di difesa aerea saudita                                               |
| Aeronautica           | Guerra aerea                                     | Aeronautica Militare |
| Esercito              | Guerra terrestre                                 | Esercito Italiano |
| Guardia costiera      | Sicurezza marittima                              | United States Coast Guard |
| Forza cibernetica     | Guerra cibernetica                               | Forza di difesa cibernetica norvegese Cyber- und Informationsraum (Germania) |
| Servizi di emergenza  | Soccorso per disastri e gestione delle emergenze | Unità militare di emergenza (Spagna) |
| Gendarmeria           | Polizia ad ordinamento militare                  | Gendarmerie nationale Carabinieri |
| Logistica             | Servizi di logistica militare                    | Streitkräftebasis (Germania) |
| Fanteria di marina    | Forza anfibia                                    | United States Marine Corps |
| Servizi medici        | Servizi di medicina militare                     | Componente medica belga Zentraler Sanitätsdienst der Bundeswehr South African Military Health Service |
| Polizia militare      | Forza dell'ordine militare                       | Polizia militare della Repubblica cinese |
| Riserva militare      | Servizio nazionale ausiliario e di riserva       | Krašto apsaugos savanorių pajėgos |
| Marina militare       | Guerra navale                                    | Marina Militare |
| Forze missilistiche   | Missilistica militare                            | Forze missilistiche dell'Esercito Popolare di Liberazione Raketnye vojska strategičeskogo naznačenija Regia forza missilistica strategica saudita Forze Missilistiche Strategiche dell'Armata Popolare Coreana |
| Astronautica militare | Guerra spaziale                                  | United States Space Force |
| Forze speciali        | Operazioni speciali                              | Comando delle forze speciali dell'Esercito Wojska Specjalne Forza per Operazioni Speciali dell'Armata Popolare Coreana                                                                                         |

## Nel mondo

### Italia
L'Esercito Italiano è suddiviso in sei Armi ( Fanteria, Cavalleria, Artiglieria, Genio, Trasmissioni, Trasporti e Materiali) e tre Corpi (Sanitario, Commissariato, Ingegneri) , oltre all'Aviazione dell'Esercito, l'unica "specialità" non appartenente a nessuna Arma o Corpo dell'Esercito. L'aviazione prima di essere costituita in forza armata nel 1923 era stata una specialità del Regio Esercito e della Regia Marina. L'Arma dei Carabinieri era la prima arma dell'Esercito, prima di essere elevata nel 2000 al rango di forza armata.
In linea di massima le Armi sono le sezioni nelle quali viene suddiviso l'esercito, e le Armi sono suddivise in specialità, alcune delle quali chiamate corpi, come ad esempio il corpo dei bersaglieri.
- Arma di Artiglieria
  - artiglieria terrestre
  - artiglieria contraerei
- Arma di Cavalleria
  - Cavalleria di Linea
    - Dragoni
    - Cavalleggeri
    - Lancieri

  - Carristi (dal 1927 al 1999 hanno fatto parte dell'Arma di Fanteria)
- Arma di Fanteria
  - Fanteria di Linea
  - Granatieri
  - Corpo dei Bersaglieri
  - Corpo degli Alpini
  - Paracadutisti
  - Lagunari
  - Fanteria d'arresto (soppressa)
- Arma del Genio
  - Genio ferrovieri
  - Genio guastatori
  - Genio pionieri (Artieri sino al 1950)
  - Genio pontieri
  - Genio zappatori (soppressa)
  - Genio telegrafisti (soppressa per divenire Arma trasmissioni)
- Arma delle Trasmissioni
  - Guerra elettronica
  - Telematica
- Arma dei Trasporti e Materiali ( precedentemente Corpo automobilistico)
  - Autieri
- Aviazione dell'Esercito (unica "specialità" di Forza Armata)

Corpi
- Corpo sanitario dell'Esercito Italiano
- Corpo di commissariato dell'Esercito italiano
- Corpo degli ingegneri dell'Esercito